# 291 (galéria)
A 291 Galéria vagy 291 egy művészeti galéria volt New Yorkban az Ötödik sugárút 291-es szám alatt. A kiállítóhelyet Little Galleries of Photo-Secession néven Alfred Stieglitz és Edward Steichen alapította 1905-ben, mely végső nevét 1907-ben kapta, amikor új helyszínre költöztek. A 291 Galériában az amerikai fotóművészek munkái mellett, az avantgárd művészet európai és amerikai képviselőinek alkotásait mutatták be. Alfred Stieglitz galériája meghatározó szerepet játszott a modern amerikai művészet fejlődésében.

## Előzmények
A 20. század elején a fotográfia helyzete még nem volt tisztázott a művészet világában. Bár már számtalan nagyobb fotókiállítás rendeztek Európában és az Egyesült Államokban, a fényképeket és a fotográfusokat az esetek többségében még mindig festők, szobrászok, vagy más művészek alkotásaihoz hasonlítva ítélték meg. Stieglitz és Steichen szerette volna, ha a fotográfiákat nem más műalkotásokhoz hasonlítanák, hanem a fotográfiára is mint a művészet egyik formájára tekintenének. Ezért 1902 februárjában megalapították, a londoni Brotherhood of the Linked Ring művészcsoport mintájára a Fotó-szecesszió csoportot, melynek célja az volt, hogy megteremtsék az amerikai fotóművészetet. A név utalás volt a Németországban és Ausztriában működő szecesszionistákra. Az első tagok Frank Eugene, Gertrude Käsebier, Joseph Keiley és Clarence Hudson White voltak. Később csatlakozott hozzájuk Anne Brigman, Alvin Langdon Coburn és George Henry Seeley is. A következő évben Stieglitz egy új folyóiratot indított, a Camera Work-öt, melyben főleg a Fotó-szecesszió csoport tagjainak alkotásait mutatták be. Stieglitz elkötelezetten és eredményesen képviselte a kialakulófélben lévő új művészi formát, melynek megkerülhetetlen alakja lett. Stieglitz helyzete azonban nem volt rendíthetetlen. Curtis Bell, az American Federation of Photography elnöke, Stieglitz nagy kritikusa 1904-ben a New York-i Clause Galleries-ben rendezett kiállítást The First American Photographic Salon címmel, neves amerikai festők és más művészek támogatásával. A kiállítás kihívás volt Stieglitz számára, aki veszélyeztetve látta a művészeti életben betöltött pozícióját. Stieglitz, hogy helyzetét megerősítse Európába utazott. Neves fotográfusokat keresett fel és kért meg, hogy csatlakozzanak a Fotó-szecesszió csoporthoz és támogassák az amerikai fotóművészet megteremtésében.

## A Little Galleries

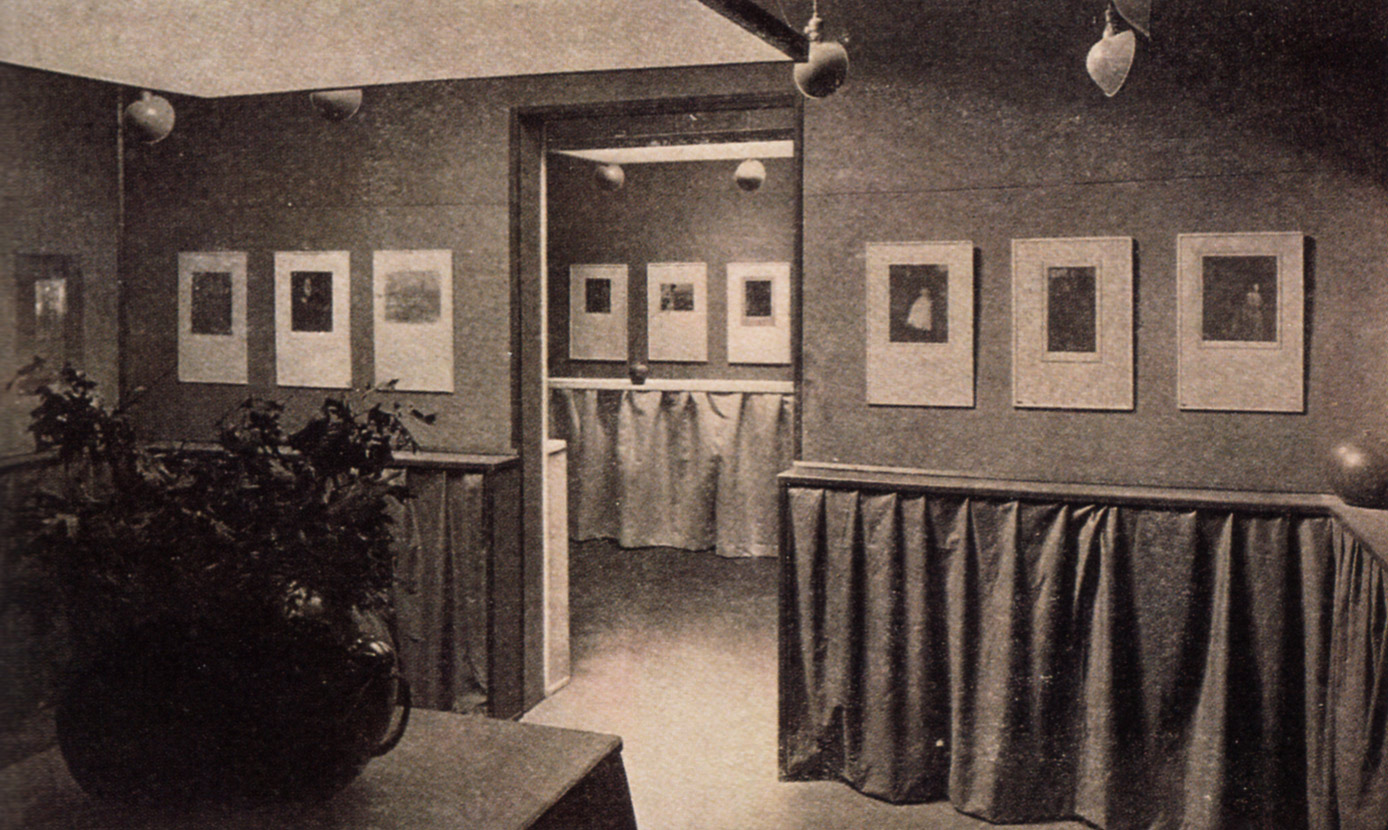
Gertrude Käsebier és Clarence H. White kiállítása a Galériában 1906-ban

Stieglitz 1905-ben tért haza európai körútjáról. Ellátogatott barátjához, Edward Steichenhez, aki New Yorkban az Ötödik sugárúton lakott a 291-es szám alatt; egy lakást bérelt az ötödik (legfelső) emeleten. Steichen szinte egyedüli bérlője volt a hatalmas tetőtéri szintnek. Lakásával szemben több kiadatlan helyiség is volt, melyek alkalmasak lettek volna arra, hogy Stieglitz kiállítótermeket rendezzen be bennük, ahol a Fotószecesszió munkáit mutathatná be. Stieglitz kezdetben vonakodott az ötlettől, de Steichen végül meggyőzte, hogy érdemes volna kibérelni a helyiségeket. A termek szűkek voltak, a legnagyobb is mindössze 4,50 × 5,10 m alapterületű volt. Még nyáron aláírták az egy évre szóló bérleti szerződést: három kisebb termet vettek ki. Stieglitz nem csupán kiállítótermet akart nyitni. Ennél merészebb elképzelései voltak. Művészek és fotográfusok számára akart létrehozni egy alkotóműhelyt és találkahelyet, ahol a művészek összegyűlhettek.
A kiállítóterem nem hivatalosan 1905. november 24-én nyílt meg a Little Galleries of the Photo-Secession néven. A megnyitón többségében a Fotószecesszió tagjai vettek részt. Az első kiállítás anyagát Stieglitz a Fotószecesszió tagjainak munkáiból állította össze. Már az első hetekben több száz New York-i látogatott el a galériába. A galéria hivatalos megnyitóünnepségére 1906 januárjában került sor: francia fotóművészek (többek között Robert Demachy, Constant Puyo vagy Rebé Le Bégue) gumi bikromát nyomatait mutatták be. A következő kiállításon Gertrude Käsebier és Clarence H. White fotóit tekinthette meg a műértő közönség. A megnyitó évében további négy kiállítást rendeztek még (Brit fotográfusok, Steichen korai munkái, Német és osztrák fotóművészek, majd legvégül újra a Fotó-szecesszió tagok műveiből.)
Stieglitz a fotókiállítások mellett az avantgárd művészet képviselőinek is teret engedett a galériában. 1907 januárjában nyílt meg Pamela Coleman Smith rajzait bemutató tárlat. A kiállítás mérföldkő volt a galéria életében: ez volt az első, melyen nem fotókat állítottak ki. A kiállítás sikerén felbuzdulva Stieglitz további hasonló bemutatót tervezett. Az elkövetkező években Stieglitz a modern művészet egyik legjelentősebb promotálója lett. Az év hátralévő részében ennek ellenére újfent fényképek kerültek a galéria falaira: Adolf de Meyer, majd Alvin Langdon Coburn munkái után ismét egy Fotó-szecesszió kiállításra került sor.
Steichen Európába utazott, ahol megismerkedett az európai avantgárd képviselőivel. Georges Braque, Paul Cezanne, Henri Matisse, Francis Picabia, Pablo Picasso, Henri de Toulouse-Lautrec vagy Constantin Brâncuși művei az elkövetkező években kerültek be a 291 Galéria kiállításaira. Steichen Párizsban ismerkedett meg Auguste Rodinnel is, akit megkért, hogy küldjön neki rajzokat, melyeket kiállíthatnának New York-i galériájukban. Rodin rajzait 1908 elején mutatták be, elsőként az Egyesült Államokban. A kritikusok vegyesen fogadták a francia művész alkotásait, az egyik újságíró úgy vélte, hogy Rodin művei nem azok a dolgok, melyeket a nagyközönség egy galériában látni akar. Rodin rajzai után egy ifjú Fotó-szecesszió tag, George Seeley alkotásait láthatta a közönség. Ezt követte Willi Geiger, D. S. McLaughlan és Pamela Coleman Smith csoportos tárlata. A galéria évadját Steichen fotóival és Matisse alkotásaival zárta. Matisse aktrajzai és festményei megosztották mind a látogatókat, mind a kritikusokat. Úgy vélték a francia művész többségében aktokat ábrázoló alkotásai ízléstelenek és megbotránkoztatóak. Különös, hogy csak Matisse rajzai vonták magukra így a figyelmet, más a galéria által korábban bemutatott művészek hasonló alkotásai nem. Ebben az időszakban Stieglitz és Steichen is kiemelten érdeklődött az aktfotózás iránt.
Nem sokkal később értesült Stieglitz arról, hogy a hely tulajdonosa duplájára kívánja emelni a galéria bérleti díját és négyéves szerződést akar kötni. Ebben az időben a Fotó-szecesszió csoport bevételei nagyon alacsonyak voltak (évi 400 dollár). Az eredeti elképzelés, hogy a csoport tagdíjából és adományokból fogják finanszírozni a galériát végül nem valósult meg. Stieglitz több tagot is megkeresett, hogy a segítségüket kérje, de kevés támogatást kapott. Finanszírozási lehetőségek híján a galéria bezárása mellett döntött: áprilisra kiürítették a galériát, helyét egy női szabóság vette át.

## A 291 Galéria

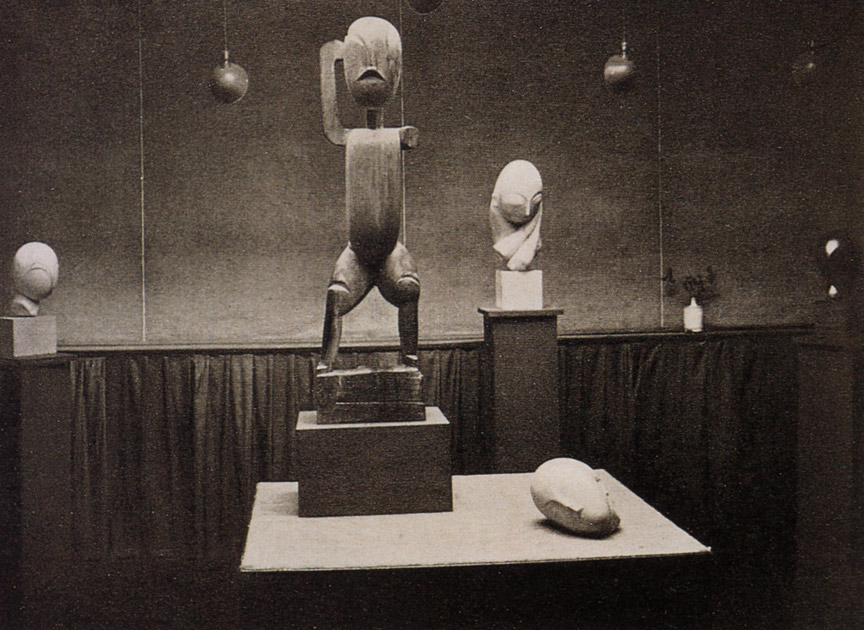
Constantin Brâncuși kiállítása 1914-ben

Paul Haviland értesült a galéria bezárásáról és Stieglitz tudta nélkül kibérelte a korábban bérelt termek melletti kis helyiséget három évre. Később Haviland megkereste Stieglitzet, aki addigra már letett arról, hogy valaha újra meg fogja tudni nyitni kiállítótermét. Az új kiállítótér mindössze alig 5 négyzetméteres volt. Stieglitznek kétségei voltak, hogy egy ilyen kis helyen lehet-e kiállítást rendezni, de Havilandnek sikerült meggyőznie, hogy az új hely is megfelelő lesz a Galéria számára. Stieglitz lelkesedéssel látott neki az előkészületeknek, hogy minél hamarabb ki tudjanak nyitni. Az új helynek a Little Gallery-vel szomszédos épület adott otthont, az ötödik sugárút 293-as szám alatt. A két épület közötti falat egy korábbi felújítás során lebontották, így a kiállítótér egyik része a másik épületben foglalt helyet. Ezt a tényt kihasználva Stieglitz, a költségek csökkentése érdekében úgy döntött, hogy az új galéria címeként a régi házszámot hagyja meg. Haviland és Stieglitz szerették volna, ha az új galériában a fotók mellett más művészeti alkotások is helyet kapnának. Ezért úgy vélték, hogy a galéria eredeti neve, a Little Galleries of the Photo-Secession már nem megfelelő. Egy kifejezőbb névben gondolkodtak. Stieglitz javaslatára a galériának, a házszám után a 291 nevet adták. A névváltoztatás nem tetszett a Fotó-szecesszió régebbi tagjainak. A döntést barátai is kritizálták, Gertrude Käsebier és Clarence H. White szerint Stieglitz csak a saját szempontjait tartotta szem előtt és ismét rá jellemző módon autokratikus döntést hozott.
Steichen 1908 februárjában tért haza Európából. Útja során készített fotóit már márciusban kiállítottak. Steichen azonban nem csak saját műveit hozta magával, hanem az Államokban akkor még ismeretlen Henri Matisse nyomatait, akvarelljeit, rajzait is. A Matisse műveit felvonultató kiállítást április elejére időzítették. Matisse-nak ez volt az első önálló kiállítása Párizson kívül és az első az Egyesült Államokban. A tárlat fordulópontot volt a 291 Galéria életében, az addig fotográfiái kiállításairól ismert kiállítóhelyre egyre inkább, mint vezető modern művészeti galériára kezdtek tekinteni. De Stieglitz nem elégedett meg ezzel, célja továbbra is az volt, hogy a 291 ne csupán egy kiállítóhely legyen, hanem egy alkotóműhely és közösségi tér is egyben.
Stieglitz édesapja 1909-ben hunyt el, fiára 10 000 dollárt hagyott. A pénzt Stieglitz a Galéria működtetésére fordította. A 291 által képviselt új irányvonal új közönséget és rajongókat vonzott magához. A sikerek és az új közönség ösztönző hatással volt Stieglitzre, aki egyre több figyelmet fordított a Galéria, de az általa alapított Fotó-szecesszió csoportra már kevesebbet. Ez a változás a galéria életében is tetten érhető volt: a 291 bezárásig, 1917-ig megrendezett 61 kiállításból, már csak hat volt fotó-kiállítás. Az évet a Galéria Marius de Zayas, mexikói művész karikatúráival és J. Nilsen Lauvrik autokróm felvételeivel nyitották meg. De Zayas, aki egyetértett Stieglitz elképzeléseivel, hamar megtalálta helyét a 291 Galériánál. Segített Stieglitznek az 291 művészeti koncepciójának kialakításában, akinek révén Stieglitz több új európai művészt is megismert. Zayas javaslatára rendezte meg Stieglitz az afrikai művészetet és Picasso kubista alkotásait felvonultató kiállításokat.
A 291 az Egyesült Államok egyik legmeghatározóbb galériája vált, ahol a legkülönbözőbb művészek és műfajok kerültek bemutatásra. Ismert európai művészek, mint Picasso, Matisse vagy Cezanne mellett a kevésbé ismert amerikaiak, mint például Marin, Weber, Dove vagy Hartley alkotásait állították ki. Stieglitz sikerét nem csak művészi, esztétikai tudásának, hanem a jól érzékkel kiválasztott tehetségek bemutatásának is köszönhette.

## Az utolsó évek

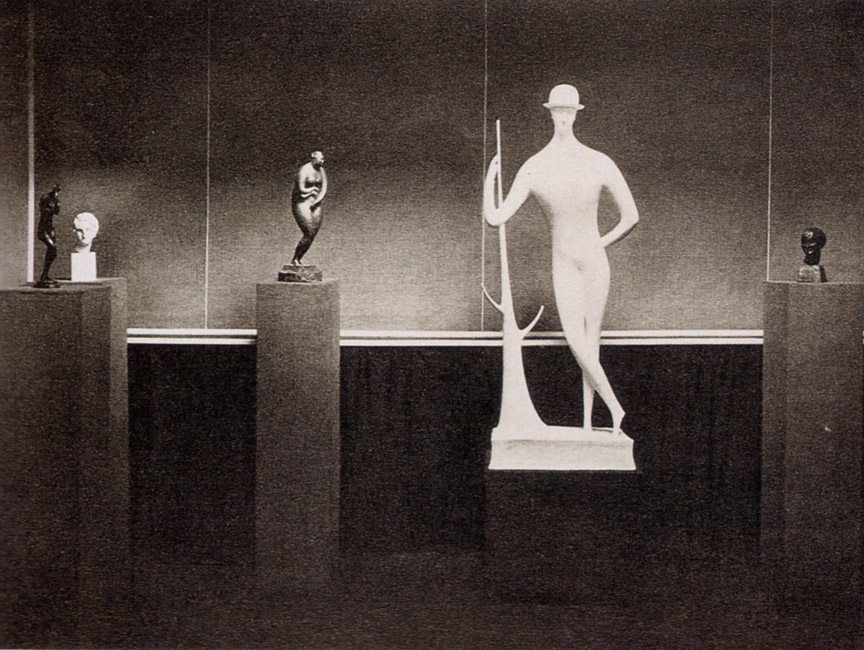
Elie Nadelman kiállítása 1915-ben

Az első világháború kitörése és a gazdaság megtorpanása hatással volt a művészvilágra is. Stieglitz lapja a Camera Work ebben az időben veszítette el a legtöbb előfizetőjét. A 291 működésében segédkező dolgozók maroknyi csapata is hamar megfogyatkozott, többen katonának álltak, vagy más munkát vállaltak. Azonban a Galéria nem csak anyagilag került nehéz helyzetbe: Stieglitz más elfoglaltságai miatt nem tudott elég időt és energiát a 291-re fordítani. Az addig vezető művészeti tér dinamizmusa megtorpant. A Camera Work 1917 júliusában megjelent számát kizárólag a 291 Galériának szentelte. Barátait, művésztársait kérte meg még korábban, hogy írják le mit jelent számikra a galéria, mi a véleményük róla. A beérkezett válaszokat, szám szerint 68-at egytől-egyig szerkesztetlenül közölte le, What is 291? címmel. Stieglitz így írt a lapban: „Az elmúlt egy évben, vagy kettőben, úgy tűnt számomra a 291 [Galéria] csak egy helyben topogott. […] nem is látok más okot […] ami magyarázná a Camera Work ezen számának megjelenését, mint az, hogy a 291 nem találta a helyét.”
Paul Haviland javaslatára Stieglitz és néhány közeli ismerőse (Agnes Meyer, Dorothy Norman), úgy döntöttek, hogy egy új lapot alapítanak, mely a galériáról informálná az érdeklődőket. Úgy vélték, az új lap a 291 Galéria működését fellendítené. De nem csupán egy lapot szerettek volna kiadni a művészetről, magát a lapot is mint műalkotást kívánták megvalósítani. A magazin, ezért korlátozott példányszámban két változatban jelent meg: 1000 példányban keménypapíron, míg 100 példányban minőségi japán papíron. A galéria után egyszerűen 291-nek nevezett lapban az avantgárd művészeti alkotások mellett versek, esszék és publicisztikák is helyet kaptak. Az első lapszám 1915 márciusában jelent meg. A folyóiratból 14 hónap alatt tizenkét számot adtak ki. A magas előállítási költségek és a kevés olvasó miatt a lap életképtelen volt, nem váltotta be a hozzá fűzött reményeket, ezért Stieglitz 1916-ban megszüntette a folyóiratot.
1916-ban Stieglitz megismerkedett Georgia O’Keeffe-vel. Kapcsolatuk nem csak Stieglitz életére volt meghatározó hatással, hanem a galéria sorsát is megpecsételte. Stieglitz egyre kevesebb figyelmet fordított a galériára. Az Egyesült Államok hadba lépése és az elapadó források pénzügyileg is nehéz helyzetbe sodorták a kiállítóhelyet, mely szinte teljesen ellehetetlenült. 1917 júniusában Stieglitz végül a 291 Galéria bezárása mellett döntött. Ezt követte a Fotó-szecesszió csoport felszámolása és a szintén költséges Camera Work folyóirat megszüntetése. Ekkor készítette The Last Days of 291 című fotográfiáját, mely a bezárással kapcsolatos érzéseinek szimbólumaként értelmezhető: a képen egy fiatal felfegyverzett harcos látható, háta mögött az általa védelmezett műtárgyakkal. Mellette egy idős, megkötözött, erejét vesztett harcos áll (aki feltehetően Stieglitzet szimbolizálja). A kép arra utal, hogy a művészet esetében is eljön az idő, amikor a megöregedett harcosoknak félre kell állni és át kell adniuk helyüket az új generációknak, aki újult erővel tudják védelmezni és őrizni azokat.
Stieglitz a 291 bezárása után még két kiállítóhelyet nyitott New Yorkban. 1925 és 1929 között az Intimate Gallery vezetőjeként olyan amerikai művészek munkáit mutatta be mint Marsden Hartley, Arthur Dove, John Marin, Paul Strand, Charles Demuth, és Georgia O'Keeffe. Az 1929-ben megnyitott An American Place a Hét amerikai néven ismertté vált művészcsoport (Hartley, Marin, Dove, Demuth, O'Keeffe, Strand és Stieglitz) kiállítóhelye volt. Stieglitz ezt a galériát egészen haláláig, 1946-ig vezette.

## Kiállítások
| Időszak | Időszak                     | Kiállítás |
| ------- | --------------------------- | --- |
| 1905    | november 24. – január 4.    | A fotó-szecesszió tagok munkái                                                                                |
| 1906    | január 10. – január 24.     | Francia fotográfusok kiállítása                                                                               |
| 1906    | február 5. – február 19.    | Gertrude Käsebier és Clarence White fotói                                                                     |
| 1906    | február 21. – március 7.    | Brit fotográfusok első kiállítása                                                                             |
| 1906    | március 9. – március 24.    | Edward J. Steichen fotói                                                                                      |
| 1906    | április 7. – április 28.    | Bécsi és német fotográfusok                                                                                   |
| 1906    | november 10. – december 30. | A fotó-szecesszió tagok kiállítása                                                                            |
| 1907    | január 5. – január 24.      | Pamela Coleman Smith rajzai                                                                                   |
| 1907    | január 25. – február 12.    | Baron A. De Meyer & George Seeley fotói                                                                       |
| 1907    | február 19. – március 5.    | Alice Boughton, William B. Dyer, C. Yarnall Abbott fotói                                                      |
| 1907    | március 11. – április 10.   | Alvin Langdon Coburn fotói                                                                                    |
| 1907    | november 18. – december 30. | A fotó-szecesszió tagok kiállítása                                                                            |
| 1908    | január 2. – január 21.      | Auguste Rodin rajzai                                                                                          |
| 1908    | február 7. – február 25.    | George Seeley fotói                                                                                           |
| 1908    | február 26. – március 11.   | Willi Geiger, D. S. McLauuhlan, Pamela Coleman Smith                                                          |
| 1908    | március 12. – április 2.    | Edward J. Steichen fotói                                                                                      |
| 1908    | április 6. – április 25.    | Henri Matisse alkotásai                                                                                       |
| 1908    | december 8. – december 30.  | A fotó-szecesszió tagok kiállítása                                                                            |
| 1909    | január 4. – január 16.      | Marius de Zayas karikatúrái & J. Nilsen Laurvik autokróm felvételei                                           |
| 1909    | január 18. – február 1.     | Alvin Langdon Coburn fotói                                                                                    |
| 1909    | február 4. – február 22.    | Baron A. De Meyer fotói                                                                                       |
| 1909    | február 26 – március 10     | Allen Lewis művei                                                                                             |
| 1909    | március 17. – március 27.   | Pamela Coleman Smith rajzai                                                                                   |
| 1909    | március 30. – április 17.   | Alfred Maurer és John Marin rajzai                                                                            |
| 1909    | április 21. -május 7.       | Photographs of Rodin’s ‘Balzac,” by Edward J. Steichen                                                        |
| 1909    | május 8. – május 18.        | Marsden Hartley festményei                                                                                    |
| 1909    | május 18. – június 2.       | Japán nyomatok, F. W. Hunter Collection, New York                                                             |
| 1909    | november 24. – december 17. | Mr. Eugene Higgins rajzai és monotípiái                                                                       |
| 1909    | december 20 – január 14     | Henri de Toulouse-Lautrec litográfiái                                                                         |
| 1910    | január 21. – február 5.     | Edward J. Steichen színes fényképei                                                                           |
| 1910    | február 7. – február 19.    | John Marin művei                                                                                              |
| 1910    | február 23. – március 8.    | Henri Matisse rajzai, festményei és fényképei                                                                 |
| 1910    | március 9. – március 21.    | Fiatal amerikai festők (többek között Arthur Dove, John Marin, Max Weber és Edward Steichen)                  |
| 1910    | március 21. – április 18.   | Rodin rajzai                                                                                                  |
| 1910    | április 26. – május         | Marius de Zayas karikatúrái                                                                                   |
| 1910    | november 18. – december 8.  | Manet, Cézanne, Renoir és Toulouse-Lautrec litográfiái; Rodin rajzai; Henri Rousseau rajzai és festményei     |
| 1910    | december 14. – január 12.   | Gordon Craig rajzai és festményei                                                                             |
| 1911    | január 11. – január 31.     | Max Weber rajzai és festményei                                                                                |
| 1911    | február 2. – február 22.    | John Marin akvarelljei                                                                                        |
| 1911    | március 1. – március 25.    | Cézanne akvarelljei                                                                                           |
| 1911    | március 28. – április 25.   | Pablo Picasso rajzai és akvarelljei                                                                           |
| 1911    | november 8. – december 17.  | Gelett Burgess akvarelljei                                                                                    |
| 1911    | december 18. – január 15.   | Baron A. De Meyer fotói                                                                                       |
| 1912    | január 17. – február 3.     | Arthur B. Carles festményei                                                                                   |
| 1912    | február 7. – február 26.    | Marsden Hartley rajzai és festményei                                                                          |
| 1912    | február 27. – március 12.   | Arthur G. Dove művei                                                                                          |
| 1912    | március 14. – április 6.    | Henri Matisse rajzai és szobrai                                                                               |
| 1912    | április 11. – május 10.     | 2-10 éves gyerekek rajzai és akvarelljei                                                                      |
| 1912    | november 20. – december 12. | Alfred J. Frueh karikatúrái                                                                                   |
| 1912    | december 15. – január 14.   | Abraham Walkowitz rajzai és festményei                                                                        |
| 1913    | január 20. – február 15.    | John Marin akvarelljei                                                                                        |
| 1913    | február 24. – március 15.   | Alfred Stieglitz fotói                                                                                        |
| 1913    | március 17. – április 5.    | Francis Picabia kiállítása                                                                                    |
| 1913    | április 8. – május 20.      | Marius de Zayas karikatúrái                                                                                   |
| 1913    | november 19. – január 3.    | A. Walkowitz rajzai, festményei                                                                               |
| 1914    | január 12. – február 14.    | Marsden Hartley festményei                                                                                    |
| 1914    | február 18. – március 11.   | Gyerekek művei                                                                                                |
| 1914    | március 12. – április 4.    | Constantin Brâncuşi szobrai                                                                                   |
| 1914    | április 6. – május 6.       | Frank Burty festményei és rajzai                                                                              |
| 1914    | november 3. – december 8.   | Afrikai szobrok ("Sanctuary in Wood by African Savages")                                                      |
| 1914    | december 9. – január 11.    | Picasso & Braque rajzai és festményei; Archaikus Mexikói műalkotások; Torres Palomar of Mexico kalogrammái    |
| 1915    | január 12. – január 26.     | Francis Picabia festményei                                                                                    |
| 1915    | január 27. – február 22.    | Marion H. Beckett & Katherine N. Rhoades festményei                                                           |
| 1915    | február 23. – március 26.   | John Marin festményei és rajzai                                                                               |
| 1915    | március 27. – április 16.   | Gyermekek művei                                                                                               |
| 1915    | november 10. – december 7.  | Oscar Bluemner festményei és rajzai                                                                           |
| 1915    | december 8. – január 19.    | Elie Nadelman szobrai és rajzai                                                                               |
| 1916    | január 18. – február 12.    | John Marin akvarelljei                                                                                        |
| 1916    | február 14. – március 12.   | Abraham Walkowitz festményei és akvarelljei                                                                   |
| 1916    | március 13. – április 3.    | Paul Strand fotói                                                                                             |
| 1916    | április 4. – május 22.      | Marsden Hartley festményei                                                                                    |
| 1916    | május 23. – július 5.       | Georgia O’Keeffe rajzai, C. Duncan rajzai és akvarelljei, René Lafferty festményei                            |
| 1916    | november 22. – december 20. | Georgia S. Engelhard akvarelljei és rajzai, Hartley, Marin, Walkowitz, Wright & O'Keeffe festményei és rajzai |
| 1916    | december 17. – január 17.   | A. Walkowitz akvarelljei                                                                                      |
| 1917    | január 22. – február 7.     | Marsden Hartley munkái                                                                                        |
| 1917    | február 14. – március 3.    | John Marin akvarelljei                                                                                        |
| 1917    | március 6. – március 17.    | Gino Severini festményei, rajzai                                                                              |
| 1917    | március 20. – március 31.   | Stanton Macdonald-Wright festményei és szobrai                                                                |
| 1917    | április 3. – május 14.      | Georgia O’Keeffe munkái                                                                                       |

## Fordítás
Ez a szócikk részben vagy egészben  a(z)   291 (Gallery) című angol Wikipédia-szócikk fordításán alapul.  Az eredeti cikk szerkesztőit annak laptörténete sorolja fel. Ez a jelzés csupán a megfogalmazás eredetét és a szerzői jogokat jelzi, nem szolgál a cikkben szereplő információk forrásmegjelöléseként. Ez a szócikk részben vagy egészben  a   Galerie 291 című német Wikipédia-szócikk fordításán alapul.  Az eredeti cikk szerkesztőit annak laptörténete sorolja fel. Ez a jelzés csupán a megfogalmazás eredetét és a szerzői jogokat jelzi, nem szolgál a cikkben szereplő információk forrásmegjelöléseként.